# Ekström Basin
Koordinaten: 70° 30′ S, 9° 30′ W
Das Ekström Basin ist ein Seebecken im Weddell-Meer vor der Prinzessin-Martha-Küste des ostantarktischen Königin-Maud-Lands. Es liegt nördlich des Ekström-Schelfeises.
Benannt ist es auf Vorschlag des Vermessungsingenieurs und Glaziologen Heinrich Hinze vom Alfred-Wegener-Institut in Anlehnung an die Benennung des gleichnamigen Schelfeises. Dessen Namensgeber ist der schwedische Ingenieur Bertil Ekström (1919–1951), der am 24. Februar 1951 von der Kante des westlich gelegenen Quar-Schelfeises abgestürzt und dabei ums Leben gekommen war. Die Benennung wurde im Juni 1997 durch das US-amerikanische Advisory Committee on Undersea Features (ACUF) bestätigt.